# Savoia-Marchetti S.M.83
Il Savoia-Marchetti S.M.83 era un monoplano trimotore ad ala bassa prodotto dall'azienda italiana Savoia-Marchetti alla fine degli anni trenta ed utilizzato sia come aereo di linea ed aereo postale da compagnie aeree civili, che durante il periodo della seconda guerra mondiale dalla Regia Aeronautica come aereo da trasporto.

## Storia

### Impiego operativo

#### Civile
Dopo aver usato con successo l'S.M.73 per il traffico aereo europeo sin dal 1935, Sabena si procurò a metà del 1938 tre S.M.83 per la navigazione aerea coloniale. Un quarto esemplare fu acquistato nell'aprile 1940. Gli aerei furono usati per le rotte Bruxelles - Elisabethville e Bruxelles - Leopoldville nel Congo belga attraverso l'Algeria, l'Africa occidentale e l'Africa centrale francese. La rotta era lunga 7.175 km, che venivano percorsi in 5 giorni. Anche la compagnia rumena LARES si procurò tre aerei per la navigazione aerea europea. Un ulteriore esemplare fu acquistato dal presidente del FAI, il principe Bibescu. La compagnia LATI acquistò in tutto dodici aerei della seconda serie, che si differenziava dalla prima per il carico massimo di combustibile. Il 15 dicembre del 1939 la LATI assunse la navigazione aerea della rotta Roma - Lisbona - Villa Cisneros (Sahara spagnolo) - Isola do Sal (Capo Verde) - Recife - Rio de Janeiro. Fino all'entrata in guerra dell'Italia nel 10 giugno del 1940 furono eseguiti 59 voli; fino alla sospensione del traffico aereo, il 18 dicembre 1941, furono eseguiti in tutto 211 voli, di cui 132 con l'S.M.83. La velocità di volo arrivava oltre i 300 km/h, tuttavia il carico utile era limitato a 500 kg.

#### Bellico
Dopo l'entrata dell'Italia in guerra, gli aerei delle compagnie aeree italiane furono acquisiti dalla Regia Aeronautica. La navigazione aerea fu militarizzata, ma le compagnie ALI, LATI e Ala Littoria continuarono la loro attività. Gli S.M.83 furono assegnati alla 615ª Squadriglia della SAS. Il 22 giugno 1940 fu riaperto nuovamente il traffico aereo per il Sudamerica e gli aerei destinati a tale scopo furono ritirati dalla squadriglia. Nell'agosto 1940 furono confiscati in Algeria i velivoli della Sabena che erano scampati in questo paese e furono ceduti all'Italia. Tra questi c'erano tre S.M.83, che dovevano fungere da rinforzo per la SAS. Nella seconda metà del 1941 furono acquisiti anche gli S.M.83 rumeni. L'8 settembre 1943 esistevano ancora 12 S.M.83, di cui cinque della LATI. La tedesca Lufthansa confiscò tre di questi aerei, due dei quali furono rottamati e uno ceduto alla RACSA, una unità di connessione dell'aeronautica militare italiana. L'aeronautica militare tedesca acquisì un velivolo della LATI e probabilmente altri tre S.M.83 della SAS. Uno di questi aerei volò per gli Alleati. I restanti quattro furono probabilmente distrutti nel settembre 1943. I velivoli che furono confiscati dall'aeronautica militare furono con molta probabilità rottamati tutti. Il 23 aprile 1945 un S.M.83 dell'aeronautica militare volò da Milano a Barcellona con a bordo personalità di alto rango, tra cui i genitori dell'amante di Mussolini, Clara Petacci. L'aeroplano volò con la sigla croata NDH-301, dato che la Spagna aveva bloccato lo spazio aereo per aerei tedeschi e italiani. Probabilmente si trattò di un velivolo N. 34008 I-MTU della RACSA.
Tra il 1937 e il 1940 furono costruiti in tutto 23 aerei S.M.83. Questo aeroplano poteva trasportare dai quattro agli undici passeggeri e aveva un'autonomia di volo fino a 4.800 km. La massima velocità raggiungibile era di 444 km/h.

## Descrizione tecnica
L'S.M.83, progettato dall'ingegnere Alessandro Marchetti, deriva direttamente dal più noto Savoia-Marchetti S.M.79 del quale ricalca le linee della versione iniziale da trasporto. La fusoliera, più corta dell'S.M.79, conservava lo stesso principio costruttivo, ovvero telaio in tubi di acciaio saldato ricoperti di pannelli di legno e tela. L'ala bassa e le superfici del piano di coda erano costruite totalmente in legno. Il carrello d'atterraggio anteriore era retrattile e completato da un ruotino d'appoggio posteriore. La propulsione era affidata a tre motori radiali Alfa Romeo 126 RC.34 a 9 cilindri da 750 CV (552 kW) l'uno, montati sul muso e su due gondole alari.

## Varianti
Prima serie (N. 34001-34008)
- Prototipo 34001 I-LUCE

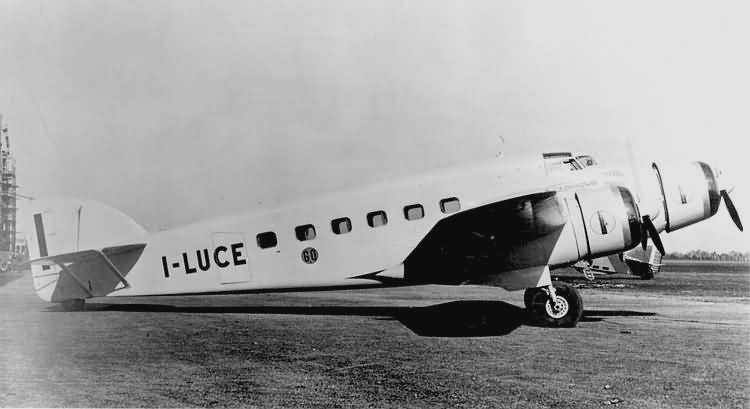
Savoia-Marchetti S.M.83 (I-LUCE)

- SABENA 34003-34005 OO-AUC fino a -AUE
- LARES 34006-34008 YR-SAC fino a -SAE

Seconda Serie
- Versione A (N. 34009-34011 ed event. 34022), carico combustibile 3.865 l
- Versione T (N. 34012-34015), carico combustibile 6.105 l
- Versione T (N. 34016-34020 ed event. 34021), carico combustibile 5.080 l
- N. 34023 OO-AUJ si differenzia dagli altri SM.83 per il modificato impennaggio verticale (come quello dell'SM.82)

## Utilizzatori

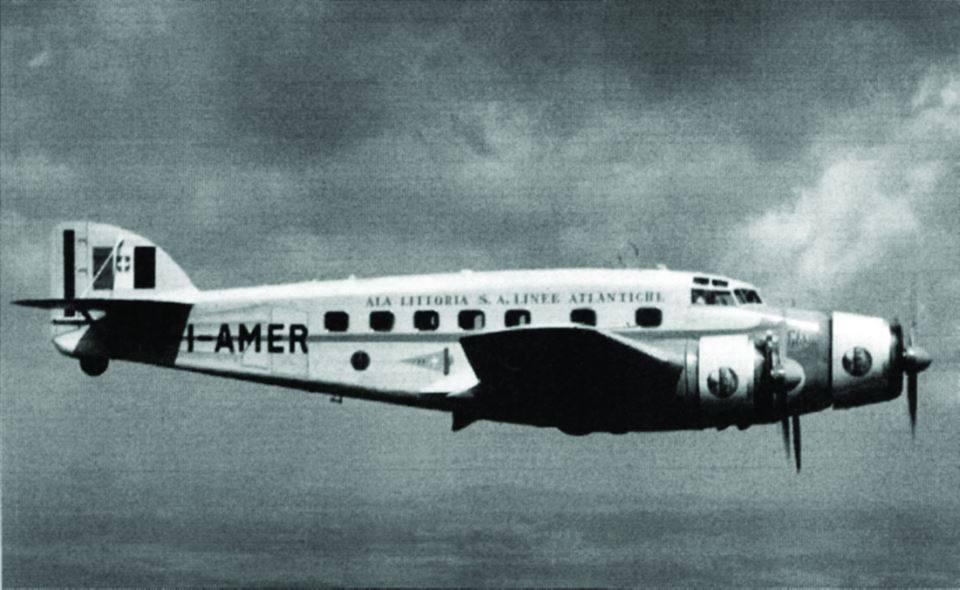
Savoia-Marchetti S.M.83 (I-AMER)

### Civili
Belgio
- Sabena - 3 esemplari consegnati su 4 ordinati[1]

 Italia
- Ala Littoria
- Linee Aeree Transcontinentali Italiane (LATI)

 Romania
- LARES - 3 esemplari
- Anton Bibescu, principe di Romania - 1 esemplare ad uso personale.

### Militari
Italia
- Regia Aeronautica